# Le Boulevard des Capucines
Le Boulevard des Capucines est un tableau réalisé par le peintre impressionniste Claude Monet en 1873.

## Le lieu
Ce tableau a été peint depuis le balcon de l'atelier du photographe Nadar, au 35 rue des Capucines,  à l'angle de la rue Daunou et du boulevard des Capucines, qui portera quelques mois plus tard le nom d' « Anciens Salons Nadar » Manet dira plus tard que Nadar était « bon comme du bon pain. ».  
C'était en effet une chance pour le peintre de pouvoir observer de haut l'animation du boulevard des Capucines, avec des personnages qu'il interprète comme de minces notations graphiques. 
En 1873, Monet a peint deux Boulevard de Capucines la même année. Le premier est l'œuvre présentée à la Première exposition des peintres impressionnistes du 15 avril au 15 mai,. Il porte le numéro 292 dans le catalogue raisonné de Daniel Wildenstein, le deuxième Boulevard des Capucines porte le numéro 293, il a été acheté en 1945 par Mme Marshall Field IV en 1945, puis par le Nelson-Atkins Museum of Art de Kansas city par l'entremise du Spencer Foundation Acquisition Fund.

## Expositions et achats
Le Boulevard des Capucines a ensuite été exposé en 1883 chez Paul Durand-Ruel (No 31), puis chez Georges Petit en 1889, No 31, il a ensuite fait partie des 17 tableaux de la collection Faure  présentée chez Durand-Ruel en 1906 N°7.  Acheté à Monet par l'entremise de Manet en 1874 par le baryton  Jean-Baptiste Faure, Paris, il a été ensuite racheté à Durand-Ruel en 1907 par un collectionneur russe, Ivan Morozov, qui avait une prédilection pour les impressionnistes  et dont la collection a été nationalisée en 1918, après la Révolution d'Octobre. Il est exposé aujourd'hui au musée Pouchkine de Moscou

## Réception critique
Louis Leroy, journaliste et critique au Charivari, qui vit Le Boulevard des Capucines à l’occasion de la première exposition impressionniste, la tourna en dérision dans un entretien fictif à cause de ces mêmes propriétés :  « C’est vraiment extraordinaire ! Si cela n’est pas une impression, je ne sais pas ce que le mot pourrait bien vouloir me dire. Mais soyez assez aimable pour m’expliquer ce que signifie toutes ces petites taches noires, là en bas. », « Ce sont des passants qui se promènent. »,« Ha. C’est donc ce que je vois quand me promenant sur le boulevard des Capucines. Fichtre »,« Voulez-vous, vous moquez de moi ? »,« Ces mouchetures ont été réalisées de la façon dont on imite le marbre : en faisant des taches comme elles viennent. C’est incroyable, affreux ! C’est à vous donner une attaque d’apoplexie. »,. Mais comme tous les impressionnistes de l'exposition de 1874, Monet n'eut pas des détracteurs. Il y a eu aussi des défenseurs comme  Ernest d'Hervilly qui écrit, dans Le Rappel du 17 avril 1874 « On ne saurait trop encourager cette entreprise hardie, depuis longtemps conseillée par tous les critiques et tous les amateurs ». Jean Prouvais à son tour, le 20 avril dans Le Rappel  dit de l'exposition « qu'il y a là une entreprise audacieuse, qui à ce titre, aurait droit à nos sympathies (...). » Léon de  Lora (pseudonyme de Alexandre Pothey) souligne dans Le Gaulois du 18 avril, « l'intérêt du Déjeuner sur l'herbe de Monet  un déjeuner sur l'herbe peint d'après nature mais où le réalisme n'a rien que de fort attrayant, et une esquisse brillante du Boulevard des Capucines », Jean Prouvais continue de défendre Les Coquelicots de Monet (1873), alors intitulé Promenade dans les blés qui « mêle heureusement les chapeaux fleuris des femmes aux coquelicots rouges des blés », et Jules Castagnary, bien qu'il confonde Manet et Monet ne tarit pas d'éloges sur « les emportements  de main de Mr Monet qui font merveille »  dans Le Siècle. À son tour, Ernest Chesneau, tout en confondant Manet et Monet rend hommage à la fois au déjeuner sur l'herbe et à « l'animation prodigieuse de la voix publique, le fourmillement de la foule sur l'asphalte [...] que Monet a réussi dans Boulevard des Capucines. »

## L'importance de peindre en hauteur
En retraçant les parcours de Monet dans la ville de Paris, Marianne Alphant remarque le peu de goût de l'artiste pour la peinture de rue. 
« aucun témoin ne l'a décrit marchant dans les rues, entrant dans un café  de la Nouvelle Athènes [...]. Entre 1867 et 1878, Monet a peint une trentaine de toiles. C'est peu si l'on compare à son séjour à Belle-île  (38 toiles en trois mois. C'est beaucoup si l'on considère que sur ce nombre, plus de la moitié sont d'exceptionnelles réussites. »  En fait, Monet n'aime ni la foule, ni les manifestations foraines, ce qui expliquerait sa répugnance à l'égard de Paris. Il est conscient qu'un trottoir ne peut lui procurer l'état propice à la peinture. Déjà en 1871, il a peint une Vue du Pont-Neuf sous la pluie d'une fenêtre à l'étage d'un café du quai. 
Deux ans après les Boulevard des Capucines, Monet est de nouveau au balcon, au  cinquième étage du 198 rue de Rivoli chez Victor Chocquet d'où il peint une série de Jardins des Tuileries.  C'est de là que Monet a peint plusieurs tableaux parmi lesquels Vue sur le jardin des Tuileries (1876), huile sur toile de 53,97 × 73,2 cm.
Et c'est encore de deux balcons qu'il peint en 1878 deux toiles : La Rue Montorgueil et La Rue Mosnier aux drapeaux. Deux balcons qu'il a emprunté à des habitants qu'il ne connaissait pas, mais auxquels il avait demandé la permission.

### Ouvrages utilisés pour les références
- Marianne Alphant, Claude Monet, une vie dans le paysage, Paris, Éditions Hazan, coll. « 35/37 », 1993, 710 p. (ISBN 978-2-85025-306-5)
- Sophie Monneret, L'Impressionnisme et son époque : Noms propres A à T, vol. 2, t. 1, Paris, Robert Laffont, 1987, 997 p. (ISBN 978-2-221-05412-3)
- Sophie Monneret, L'Impressionnisme et son époque, vol. 2, t. II, Paris, Robert Laffont, 1987, 1185 p. (ISBN 978-2-221-05413-0)
- Daniel Wildenstein, Monet,  catalogue raisonné, vol. IV, t. 2, Lausanne, Taschen et Wildenstein Institute, 1996, 359 p. (ISBN 3-8228-8759-5)[15].
- Gérard Gengembre, Yvan Leclerc et Florence Naugrette, Impressionnisme et littérature, Mont-Saint-Aignan, Presses universitaires de Rouen et du Havre, 11 décembre 2012, 234 p. (ISBN 978-2-87775-558-0)
- (en) Sue Roe, The Private Lives of the Impressionists, New York, Vintage Books, 2007, 368 p. (ISBN 978-0-09-945834-0)
- (en) Collectif Meyon, Art, Paris Impressionists & Post-Impressionists : the ultimate guide to artists, paintings and places in Paris and Normandy, New York, Museyon, 2011, 328 p. (ISBN 978-0-9822320-9-5)